# La Fée aux Choux
La Fée aux Choux je francouzský němý komediální film z roku 1896. Režisérkou je Alice Guy-Blaché (1873–1968). Film je považován za první film, který vznikl na základě literární předlohy, který překročil délku jedné minuty, a který režírovala žena. Film byl natočen asi v dubnu 1896.

## Děj
Děj filmu je založen na populární francouzské legendě, podle které se kluci rodí v zelí a holky v růžích. Film zachycuje vílu, jak se ladnými pohyby prochází kolem zelí a kouzlem stvoří děti, které ze zelí vytáhne.